# مای (برند)
مای یک برند ایرانی در حوزهٔ محصولات آرایشی و بهداشتی است که در زمینه‌هایی چون مراقبت از پوست، مو، بهداشت فردی و فرآورده‌های آرایشی فعالیت می‌کند. مای در سال ۱۳۸۳ با مشارکت آریان کیمیا تک و تحت مجوز شرکت آلمانی کال اند کو تأسیس شد. در شهریور ۱۳۹۶، برند مای با هدف مسئولیت‌پذیری اجتماعی، مراسمی با عنوان «میهمانی مای برای کودکان کار» در تهران برگزار کرد.

## مالکیت
آریان کیمیا تک بنیان‌گذار برند مای است و این شرکت یکی از شرکت‌های زیرمجموعهٔ گروه صنعتی گلرنگ به‌شمار می‌رود. گروه صنعتی گلرنگ، یکی از هلدینگ‌های خصوصی در ایران، در حوزه‌های گوناگون از جمله صنایع شوینده، غذایی، دارویی و آرایشی و بهداشتی فعالیت دارد. برند مای نیز در چارچوب فعالیت‌های بهداشتی و آرایشی این گروه تعریف می‌شود.

## محصولات
محصولات برند مای در دسته‌های گوناگون تولید و به بازار عرضه می‌شود که از جمله آن‌ها می‌توان به مراقبت از پوست، مراقبت از مو، بهداشت فردی و آرایشی اشاره کرد.

## زیر برندها
از جمله مهم‌ترین زیر برندها می‌توان به مای من و مای فارما اشاره کرد:
مای من (My Men) زیر برند اختصاصی برای تولید محصولات ویژهٔ آقایان است. این برند مجموعه‌ای از فرآورده‌های بهداشتی، مراقبت از پوست و مو، و همچنین عطر و ادکلن را تولید و عرضه می‌کند.
مای فارما (My Pharma) زیر برند تخصصی مای است که بر تولید محصولات درمانی و مراقبتی برای پوست و مو تمرکز دارد.

## جوایز
برند مای در طول فعالیت خود دریافت‌کننده چندین جایزه ملی بوده‌است. در سال ۱۳۹۷، این برند در دومین دورهٔ مراسم اعطای جایزهٔ ملی نشان تجاری برتر ایران، با حضور وزیر صنعت، معدن و تجارت، به‌عنوان یکی از برندهای برتر کشور شناخته شد.
همچنین در سال‌های ۱۳۹۸، ۱۳۹۹ و ۱۴۰۰، برند مای در جشنوارهٔ برند محبوب مصرف‌کنندگان، به‌عنوان برند محبوب در حوزهٔ محصولات آرایشی و بهداشتی انتخاب شد و تندیس زرین این جشنواره را دریافت کرد. افزون بر این، مای موفق به دریافت تندیس‌های «برند برتر، کیفیت برتر» و نیز «رضایت مشتری» شده‌است.
در سال ۱۳۹۷ نیز این برند به‌عنوان صادرکنندهٔ نمونهٔ کشوری و واحد صنعتی نمونه معرفی شد.